# Фатална љубав (ТВ серија из 2020)
Фатална љубав (тур. Emanet) турска је телевизијска серија, снимана од 2020. до 2024.
У Србији је приказивана на телевизији Пинк од 2020. до 2025.

## Радња
Прича серије почиње са Кевсер, девојком која је одрасла у скромном и сиромашном крају, а када се уда за богатог сина породице Киримли, њен отац прекида сваки контакт са њом јер не одобрава тај брак. Када Кевсер изгуби мужа, схватиће да је заробљена са петогодишњим сином Јусуфом у хладној вили породице Киримли и да нема где да побегне. И док се Кевсер бори за своје дете, догодиће се трагедија и умреће у несрећи која се догодила под чудним околностима. Уплашена да Јусуф не остане потпуно сам у тој вили без љубави, Кевсер на самрти моли сестру Сехер да дође у вилу и брине се о Јусуфу. Иако се дуго борила са собом и са својим сумњама, Сехер одлучује да по сваку цену заштити Јусуфа, сестрин аманет, те напушта своју кућу и усељује у дом породице Киримли.
У дому породице Киримли неће наћи срећу, јер и поред Јамана који је према њој хладнокрван и суров, Јаманова снаја (Зијина жена), Икбал Киримли, ће позвати своју сестру, Зухал, и оне ће као антагонисткиње ове приче се потрудити да загорчају Сехерин боравак у овој вили.
Сехер ће убрзо схватити да је Јусуф у тој вили добро заштићен, али да му фали емпатије, посебно од стрица Јамана, који је моћан, тежак бизнисмен, који је неспособан да воли због трауматичног детињства. Јаман осећа нешто само према Јусуфу, иако то баш не уме да покаже. Када се Сехер, прелепа и храбра жена, усели у његову кућу, две породице којима крајњи циљ освета ће долазити у сукобе. Јаман и Сехер ће се често суочити са конфликтима, али ће неспорно у њиховим срцима почети да се рађа љубав. Јаман ће почети да се отвара пред Сехер и наћи ће снагу да се суочи са прошлошћу.
Јаман ће преузети одговорност за Кевсерину смрт да би заштитио свог брата који због дејства лекова умишља да је он убио Кевсер, као и Икбал која ће страдати исто као Кевсер због свађе са Зухал; то ће Јамана скоро коштати живота.

## Улоге
| Глумац                 | Улога     |
| ---------------------- | --------- |
| Халил Ибрахим Џејхан   | Јаман     |
| Сила Туркоглу          | Сехер     |
| Берат Рутгар Озкан     | Јусуф     |
| Омер Гечу              | Џенгер    |
| Али Чакалгоз           | Ариф Баба |
| Волкан Јилдрим         | Кирпи     |
| Гулдерен Гулер         | Кираз     |
| Толга Панчароглу       | Зија      |
| Гулај Оздем            | Икбал     |
| Мелих Озкаја           | Али       |
| Осман Ајдин            | Селим     |
| Хилал Јилдиз           | Зухал     |
| Гозде Гуркан           | Бегум     |
| Биназ Екрен            | Адалет    |
| Аднан Мехмет Али Аслан | Ибрахим   |
| Хајат Олчај            | Надире    |
| Огуз Јагчи             | Недим     |
| Дерја Огуз Ертун       | Фират     |
| Зејнеп Наз Ејубоглу    | Неслихан  |
| Озге Агјар             | Каранфил  |
| Атила Пакдемир         | Осман     |
| Мелтем Килич           | Кевсер    |
| Ферда Исил             | Султан    |
| Илкер Јавуз            | Мелих     |
| Гоксел Кајахан         | Бора      |
| Мехмет Бастурк         | Озан      |

## Епизоде
| Сезона | Сезона | Епизоде | Емитовање у Турској | Емитовање у Турској | Емитовање у Турској | Емитовање у Србији | Емитовање у Србији | Емитовање у Србији |
| Сезона | Сезона | Епизоде | Премијера           | Финале              | Мрежа               | Премијера          | Финале             | Мрежа              |
| ------ | ------ | ------- | ------------------- | ------------------- | ------------------- | ------------------ | ------------------ | ------------------ |
|        | 1.     | 205     | 7. септембар 2020.  | 18. јун 2021.       |                     | 26. децембар 2020. | 30. новембар 2021. |                    |
|        | 2.     | 211     | 13. септембар 2021. | 4. јул 2022.        | 1. децембар 2021.   | 25. фебруар 2023.  |                    |                    |
|        | 3.     | 205     | 19. септембар 2022. | 17. септембар 2023. | 26. фебруар 2023.   | 20. децембар 2023. |                    |                    |
|        | 4.     | 189     | 23. септембар 2023. | 16. фебруар 2025.   | 20. децембар 2023.  | 18. април 2025.    |                    |                    |